# Standard (SP-album)
A Standard SP magyar énekes, rapper második stúdióalbuma.

## Az album dalai
1. Az első lépés
2. Holnaptól
3. Elrepít
4. Bontsuk a formát
5. Minden éjjel [km. Zsuzs ]
6. Tizennyolc
7. Parfüm [km. Fluor Filigran ]
8. Hosszú az út
9. Magyar hang [km. Elwont ]
10. Állj meg
11. C'est la vie [km. Benő ]
12. Kérlek hogy II
13. Vissza a játékba [km. Dsp ]
14. Királylány [km. Pixa ]
15. Hungarikum
16. Záróra [km. Eckü&Brash+Drezzick ]
17. Holnaptól [Wherdee Remix]